# Імператорський вальс
«Імператорський вальс» (англ. The Emperor Waltz) — кінофільм режисера Біллі Вайлдера, який вийшов на екрани у 1948 році. Стрічка отримала дві номінації на премію «Оскар» — за кращу музику й за кращі костюми в кольоровому фільмі (Едіт Хед і Джил Стіл), а також номінацію на премію Гільдії сценаристів США за кращий американський мюзикл.

## Сюжет
Дія відбувається на початку XX століття в Австро-Угорській імперії. Американський комівояжер Верджіл Сміт приїжджає до Відня в надії продати імператору новий винахід — фонограф, — і тим самим забезпечити йому масову популярність. У приймальні імператорського палацу Верджіл зустрічає молоду графиню Йоханну Августу Франциску фон Штолценберг-Штолценберг, яка прийшла домовитися про «весілля» між її пуделем Шахерезадою й одним із пуделів імператора. Зіткнення між безпородної собакою американця Баттонсом і Шахерезадою призводить до плутанини, у результаті якої Верджіла виганяють із палацу. Однак той не сумує і вирушає до Тіроля, де розташована заміська резиденція імператора. Тим часом з'ясовується, що Шахерезада зазнала нервового зриву, і «собачий психоаналітик» лікар Цвібак радить ще раз зустрітися з Баттонсом, щоб розвіяти страхи і відновити спокій у душі пуделя. Це змушує графиню шукати зустрічі з Верджілом, у результаті чого не тільки Шахерезада відновлює спокій, а й сама Йоханна закохується в американця…

## У ролях
- Бінг Кросбі — Верджіл Сміт
- Джоан Фонтейн — Йоганна Августа Франциска
- Роланд Калвер — барон Голенія
- Люсіль Вотсон — принцеса Бітоцька
- Річард Гейдн[en] — імператор Франц-Йосиф
- Гарольд Вермільо — Чамберлен
- Зіг Руман — лікар Цвібак